# Триллер
Три́ллер (от англ. thrill «трепет, волнение») — жанр произведений литературы и кино, нацеленный вызвать у зрителя или читателя чувства тревожного ожидания («саспенса»), волнения или страха. Жанр не имеет чётких границ, элементы триллера присутствуют во многих произведениях других жанров. В кинематографе к триллерам зачастую относят детективные и шпионские фильмы, фильмы ужасов, приключенческие фильмы, а также боевики.

## Определение
По тематике триллеры разделяют на судебные, шпионские, детективные, приключенческие, медицинские, полицейские, психологические, романтические, исторические, политические, корпоративные, религиозные, мистические, научно-фантастические, «хай-тек» и военные.
Что их всех объединяет — интенсивность порождаемых эмоций… Если триллер не в состоянии щекотать нервы, значит, он не справляется со своей работой.пишет в книге «Триллер» Джеймс Паттерсон
Триллер отличается от детектива тем, что детектив концентрируется на расследовании преступления, а триллер — на преследовании (как преступника, так и жертвы). По определению Росса Макдональда, в детективе действие движется во времени назад, к разгадке; в триллере — вперёд, к катастрофе. Разграничить эти жанры не всегда легко, и один часто содержит элементы другого. По мнению Дэйва Кера, триллер является по преимуществу жанром американским:
Американскому кино свойственны непосредственность и сила воздействия, которые редко встречаются в европейском, — прощупывание физических и эмоциональных пределов жизни, упоение опасностью, осознание её роковой притягательной силы.Росс Макдональд
Владимир Набоков отмечал, что хотя по законам жанра добро должно восторжествовать, а хитроумный злодей должен быть наказан, читателю свойственно в глубине души таить надежду, что «романтический злодей всё-таки останется безнаказанным, а туповатый добряга так и не заполучит своенравную девчонку».

## История кинотриллера
Яркие образцы триллера в киноискусстве 1-й половины XX века создали Альфред Хичкок и Фриц Ланг («Шпионы», 1928; «Город ищет убийцу», 1931), с 1936 года работавший в Голливуде («Женщина в окне», 1944 и др.).
Хичкок мастерски использовал технику кино для нагнетания сюжетного напряжения («саспенса») и управления эмоциями зрителей. Для его картин характерен тонкий чёрный юмор и вторичность сюжета по отношению к виртуозной разработке ключевых эпизодов. Хичкок ввёл в жанр понятие «макгаффина» — повода или предлога для развития действия (например, вымышленный агент в фильме «На север через северо-запад»).
Если в 30-е годы для голливудского триллера были характерны комедийные элементы («Это удивительный мир», 1939 и др.), то с началом войны жанр приобрёл более мрачные тона: «Наёмный убийца» (1942), «Большие часы» (1948) и др. Традиции триллера были переработаны в стилистике «чёрного фильма» (нуар).
Зародился поджанр — фильмы об ограблениях (англ. heist movie), например, «Асфальтовые джунгли» (1950). В Великобритании Т. Дикинсон снял классический фильм «Газовый свет» (1940), ставший основой для голливудского ремейка 1944 года. В жанре комедийного триллера работали Ф. Лондер и С. Гиллиат: «Я вижу незнакомца» (1946), «Государственная тайна» (1950). Кэрол Рид поставил картину «Третий человек» (1949) — один из лучших триллеров в мировом кино.
С 1940-х годов благодаря фильмам Вэла Льютона и Альфреда Хичкока зарождается новый поджанр — психологический триллер, где основой является психология главных героев, их эмоциональная нестабильность, психологическая напряженность.
Среди разновидностей жанра также можно выделить шпионский триллер, лучшие образцы которого связаны со Второй мировой войной: «Пять пальцев» (1952), «Я был двойником Монти» (Великобритания, 1958); или холодной войной: «Шпион, пришедший с холода» (1965, Великобритания, по Джону Ле Карре).

## Поджанры триллера в кино

### Остросюжетный боевик
Остросюжетный боевик — поджанр боевика и триллера, в котором главный герой сталкивается с опасными противниками, препятствиями или ситуациями, которые он должен преодолеть, как правило, в боевике. Для остросюжетных боевиков обычно характерны гонки на время, оружие, взрывы, частое насилие и явный антагонист.

### Комедийный триллер
Комедийный триллер — жанр, сочетающий элементы комедии и триллера.

### Параноидальный триллер
Параноидальный триллер — жанр, в котором герой/героиня сталкивается с большой, мощной группой врагов, истинную степень которых признаёт только он/она.

### Криминальный триллер
Криминальный триллер — поджанр криминального кино и триллеров, который предлагает напряженный отчёт об успешном или неудачном преступлении или преступлениях. Такие фильмы часто сосредоточены на преступнике (преступниках). Центральные темы: серийные убийцы/убийства, грабежи, погони, перестрелки, ограбления.

### Эротический триллер
Эротический триллер — триллер, в котором особое внимание уделяется эротизму и где сексуальные отношения играют важную роль в сюжете. Он стал популярным с 1980-х годов с ростом проникновения на рынок видеомагнитофонов.

### Джалло
Джалло — итальянский триллер, который содержит элементы детектива, криминала, слэшера, психологического триллера и ужасов. Речь идёт о неизвестном убийце, который терроризирует город, а главному герою приходится выяснять его личность. Жанр был популярен в 1960-1970-х годах и до сих пор производится, хотя и реже.

### Триллер ужасов
Поджанр, включающий ужасы.

### Юридический триллер
Юридический триллер — напряжённый фильм, в котором главными героями являются юристы и их сотрудники. Сама система правосудия всегда является важной частью этих работ, иногда почти функционирующей как один из персонажей.

### Пандемический триллер
Пандемический триллер — тип фильма-катастрофы и триллера, в котором с напряжением используется популярность пандемической тематики. 

### Политический триллер
Политический триллер — поджанр, в котором герой/героиня должен/должна обеспечить стабильность правительства.

### Психологический триллер
Психологический триллер — поджанр триллера, в котором конфликт между главными героями ментальный и эмоциональный, а не физический. Персонажи либо случайно, либо по собственному любопытству втягиваются в опасный конфликт или ситуацию, которую они не готовы разрешить. Чтобы одолеть своих жестоких врагов, персонажи прибегают не к физической силе, а к своим умственным способностям. Этот поджанр обычно имеет элементы драмы, так как существует углублённое развитие личностей персонажей, которые должны иметь дело с эмоциональной борьбой.

### Социальный триллер
Социальный триллер — триллер, использующий напряжение, чтобы привлечь внимание к злоупотреблениям властью и случаям угнетения в обществе.

### Сверхъестественный триллер
Сверхъестественные триллеры включают потусторонний элемент (например, фэнтези или сверхъестественное), смешанный с напряжением или сюжетными поворотами. Иногда главный герой или злодей обладает некоторыми психическими способностями и сверхспособностями.

### Технотриллер
Технотриллер — триллер, в котором манипуляции сложными технологиями играют заметную роль.

## Развитие жанра
В 1960—70-е годы, во многом в связи с такими событиями, как убийство Кеннеди и Уотергейт, приобрёл популярность политический триллер, «золотым стандартом» которого можно считать фильм Джона Франкенхаймера «Маньчжурский кандидат» (1962).
- Картина «День шакала» (Англия, 1973) рассказывала о заговоре с целью убийства Шарля де Голля;
- «Три дня Кондора» (1975) — о закулисной деятельности американских спецслужб;
- «Вся президентская рать» (1976) — о расследовании Уотергейтского скандала.

Однако в этот же период жанр всё чаще использовался для эксплуатации острых или просто модных тем, выигрывая в актуальности, но порой теряя в качестве. Выделялись работы Брайана Де Пальмы, которого критики называли преемником Хичкока («Одетый для убийства», 1980 и др.). Элементы триллера присутствуют во многих фильмах Романа Поланского: «Нож в воде» (Польша, 1962), «Неистовый» (США, 1988) и др.
Во Франции одним из первых мастеров жанра был Анри-Жорж Клузо: «Ворон» (1943), «Плата за страх» (1953). С начала 1950-х годов приобрёл популярность французский гангстерский цикл, во многом связанный с именем актёра Жана Габена. Среди первых и лучших фильмов этого цикла была картина Ж. Беккера «Не тронь добычу» (1953). К жанру триллера обращались такие режиссёры, как Луи Маль («Лифт на эшафот», 1957), Рене Клеман («На ярком солнце», 1960, по Патриции Хайсмит) и Франсуа Трюффо («Невеста была в чёрном», 1968).
- Жан-Пьер Мельвиль развивал традиции американского «чёрного фильма»: «Красный круг» (1970) и др. Многочисленные гангстерские, приключенческие и психологические триллеры снимали Анри Верней («Сицилийский клан», 1969), Жак Дерэ («Бассейн», 1969) и Жорж Лотнер («Седьмой присяжный», 1964).
- В романтическом ключе решал свои триллеры Клод Лелуш: «С Новым годом!» (1973) и др. Клод Шаброль, которого наряду с Клузо называли «французским Хичкоком», предпочитает глубокую психологическую разработку сюжетов, сочетающуюся с сатирическими штрихами: «Мясник» (1969) и др.
- Своеобразным эпилогом к гангстерскому циклу была лента Алена Делона «Неукротимый» (1982).
- Ведущий режиссёр современного французского кино Патрис Леконт поставил блестящие триллеры «Специалисты» (1985) и «Месье Ир» (1989).
- В Германии ряд режиссёров обращались к триллеру ради осмысления воздействия американской культуры на европейское сознание: «Американский солдат» (1970, Райнера Вернера Фасбиндера) и «Американский друг» (1977, Вима Вендерса, по Патриции Хайсмит).
- В англоязычном кино в последние полтора десятилетия традиции жанра авторски перерабатывали Питер Уир («Свидетель», 1985); братья Коэн («Просто кровь», 1984 и «Перекресток Миллера», 1990); Дэвид Мэмет («Игорный дом» / «Дом игр», 1987 и «Убийство» / «Отдел убийств», 1992); Брайан Сингер («Подозрительные лица», 1995); Дэнни Бойл («Неглубокая могила», 1995). Безусловным мастером триллера является Дэвид Линч. Его наследником в современном швейцарском кино стал Матьё Сейлер («Подарок Стефании», 1995; «В ожидании настоящей любви», 2014).